# So Alive
So Alive é o primeiro álbum ao vivo oficial da banda japonesa de rck The Yellow Monkey, lançado em 26 de maio de 1999.

## Recepção
Alcançou a terceira posição na Oricon e a quarta na Billboard Japan. Foi certificado disco de ouro pela RIAJ por vender mais de 100 mil cópias.

## Lista de faixas
| #  | Título                    | Letra                          | Música            |
| -- | ------------------------- | ------------------------------ | ----------------- |
| 1  | Punch Drunkard            | Kazuya Yoshii                  | The Yellow Monkey |
| 2  | Rock Star                 | Kazuya Yoshii                  | The Yellow Monkey |
| 3  | Tv no Singer              | Kazuya Yoshii; Hideaki Kikuchi | The Yellow Monkey |
| 4  | Gorgeous                  | Kazuya Yoshii                  | The Yellow Monkey |
| 5  | Tactics                   | Kazuya Yoshii                  | The Yellow Monkey |
| 6  | Kyuukon                   | Kazuya Yoshii                  | The Yellow Monkey |
| 7  | Burn                      | Kazuya Yoshii                  | The Yellow Monkey |
| 8  | Jam                       | Kazuya Yoshii                  | The Yellow Monkey |
| 9  | Love Love Show            | Kazuya Yoshii                  | The Yellow Monkey |
| 10 | Kanashiki Asian Boy       | Kazuya Yoshii                  | The Yellow Monkey |
| 11 | So Young                  | Kazuya Yoshii                  | The Yellow Monkey |
| 12 | Pearl Light of Revolution | Kazuya Yoshii                  | The Yellow Monkey |

## Créditos
- Kazuya "Lovin" Yoshii (吉井和哉) – vocais, guitarra
- Hideaki "Emma" Kikuchi (菊地英昭) – guitarra, vocais de apoio
- Yoichi "Heesey" Hirose (廣瀬洋一) – baixo, vocais de apoio
- Eiji "Annie" Kikuchi (菊地英二) – bateria